# Puig de Sobirans
El Puig de Sobirans és una muntanya de 2.786 m d'altitud situada al sector nord del massís del Carlit, en el terme comunal d'Angostrina i Vilanova de les Escaldes, a la comarca de l'Alta Cerdanya, de la Catalunya del Nord. Està situat a la zona septentrional del terme comunal d'Angostrina i Vilanova de les Escaldes, en el contrafort nord-est del Carlit, al nord-oest del Tossal Colomer i damunt, a ponent de l'Estany de Sobirans.
És destí freqüent de moltes de les rutes d'excusionisme del massís del Carlit, sobretot les relacionades amb el cim del Carlit.